# NGC 5394
NGC 5394 je prečkasta spiralna galaktika u zviježđu Lovačkim psima. U međudjelovanju je s galaktikom NGC 5395.

## Vanjske poveznice
- (engl.) SEDS: NGC 5394
- (engl.) Revidirani Novi opći katalog
- (engl.) Izvangalaktička baza podataka NASA-e i IPAC-a
- (engl.) Astronomska baza podataka SIMBAD
- (engl.) VizieR
- DSS-ova slika NGC 5394  Arhivirana inačica izvorne stranice od 23. ožujka 2016. (Wayback Machine)